# Macrobarasa xanthosticta
Macrobarasa xanthosticta är en fjärilsart som beskrevs av George Francis Hampson 1894. Macrobarasa xanthosticta ingår i släktet Macrobarasa och familjen trågspinnare. Inga underarter finns listade i Catalogue of Life.